# Иващенковское сельское поселение
Иваще́нковское сельское поселение — упразднённое сельское поселение в Алексеевском районе Белгородской области.
Административный центр — село Иващенково.
Упразднено 19 апреля 2018 с преобразованием Алексеевского муниципального района в Алексеевский городской округ.

## География
Сельское поселение расположено на востоке Алексеевского района Белгородской области. На севере оно граничит с Мухоудеровским, на западе — с Матрено-Гезовским поселением, на востоке — с Острогожским, Каменским и Ольховатским районами Воронежской области

## Население
| 2010 | 2011  | 2012  | 2013  | 2014  | 2015  | 2016 |
| ---- | ----- | ----- | ----- | ----- | ----- | ---- |
| 1205 | ↘1202 | ↘1151 | ↘1085 | ↘1044 | ↘1005 | ↘974 |
| 2017 | 2018  |       |       |       |       |      |
| ↘947 | ↘917  |       |       |       |       |      |

## Состав сельского поселения
| № | Населённый пункт | Тип населённого пункта       | Население |
| - | ---------------- | ---------------------------- | --------- |
| 1 | Берёзки          | хутор                        | ↘174      |
| 2 | Васильченков     | хутор                        | ↘5        |
| 3 | Иващенково       | село, административный центр | ↘352      |
| 4 | Надеждовка       | село                         | ↘1        |
| 5 | Осьмаков         | хутор                        | ↘154      |
| 6 | Пирогово         | село                         | ↘189      |
| 7 | Редкодуб         | хутор                        | ↘33       |
| 8 | Тютюниково       | село                         | ↘297      |